# Bošany
Bošany es un municipio del distrito de Partizánske en la región de Trenčín, Eslovaquia, con una población estimada a final del año 2024 de 3989 habitantes.
Se encuentra ubicado al sur de la región, cerca del río Nitra (cuenca hidrográfica del Danubio) y de la frontera con la región de Nitra.

## Demografía
| Año        | 1994 | 2004    | 2014    | 2024    |
| ---------- | ---- | ------- | ------- | ------- |
| Población  | 4281 | 4298    | 4104    | 3989    |
| Diferencia |      | +0,39 % | −4,51 % | −2,80 % |

| Año        | 2023 | 2024    |
| ---------- | ---- | ------- |
| Población  | 3985 | 3989    |
| Diferencia |      | +0,10 % |